# Sertularella richardsoni
Sertularella richardsoni är en nässeldjursart som beskrevs av Ralph 1961. Sertularella richardsoni ingår i släktet Sertularella och familjen Sertulariidae. Inga underarter finns listade i Catalogue of Life.